# 호박과 마요네즈
《호박과 마요네즈》(일본어: 南瓜とマヨネーズ)는 2017년 공개된 로맨스, 드라마 영화이다.

## 출연
주연
- 오다기리 죠 - 하기오 역
- 우스다 아사미 - 츠치다 역
- 나가노 타이가 - 세이치 역

조연
- 미츠이시 켄 - 야스하라 역
- 시미즈 쿠루미 - 카나코 역
- 아사카 코다이 - 타나카 역
- 와카비 류야